# Vallery
Vallery ist eine französische Gemeinde mit 579 Einwohnern (Stand 1. Januar 2022) im Département Yonne in der Region Bourgogne-Franche-Comté; sie gehört zum Arrondissement Sens und zum Kanton Gâtinais en Bourgogne (bis 2015: Kanton Chéroy).

## Geografie
Die Gemeinde Vallery liegt an der Orvanne, etwa 20 Kilometer westlich von Sens. Unmittelbar westlich von Vallery verläuft die Grenze zur Region Île-de-France.

## Bevölkerungsentwicklung
| Jahr      | 1962 | 1968 | 1975 | 1982 | 1990 | 1999 | 2009 |
| Einwohner | 320  | 355  | 343  | 328  | 384  | 468  | 530  |

## Sehenswürdigkeiten
- Renaissance-Schloss Vallery
- Kirche (1614)

## Persönlichkeiten
- Érard de Valéry und Jean de Valéry (13. Jahrhundert), Kreuzfahrer
- Jacques d’Albon, seigneur de Saint-André († 1562), Seigneur de Vallery
- Louis I. de Bourbon, prince de Condé (1530–1569), in Vallery bestattet
- Henri II. de Bourbon, prince de Condé (1588–1646), in Vallery bestattet
- Louise Anne de Bourbon (1695–1758), Tochter von Louis III. de Bourbon-Condé, verkauft Vallery 1740
- Édouard Drumont (1844–1917), Journalist, verbrachte seine letzten Lebensjahre in Vallery